# 小西氏灰木
小西氏灰木（学名：Symplocos konishii）为灰木科灰木属下的一个种。

## 扩展阅读
- 維基物種上的相關：小西氏灰木